# Margarethenschrank

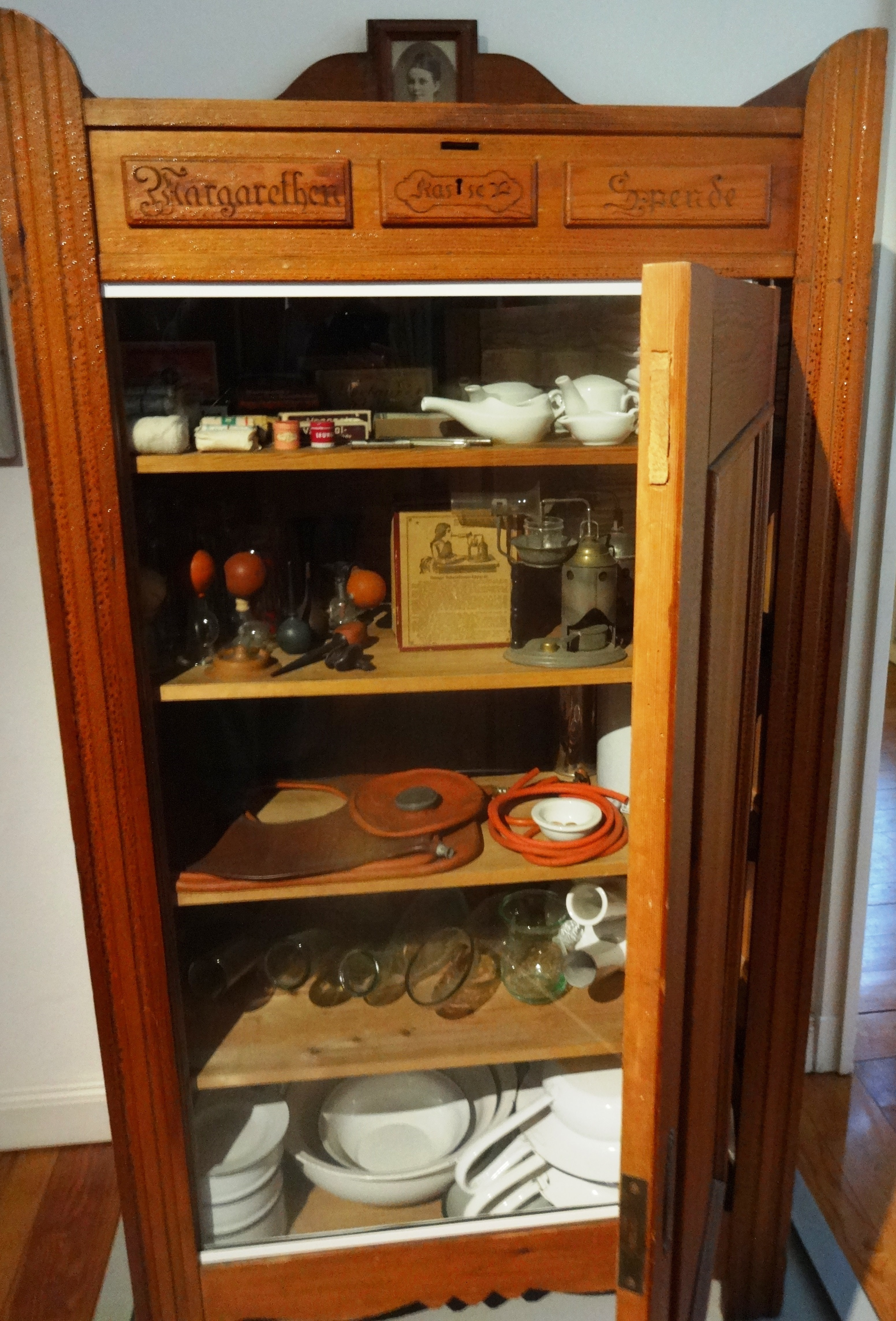
Margarethenschrank von 1928, Dithmarscher Landesmuseum

Der Margarethenschrank, auch Margarethenspende genannt, geht auf eine Stiftung des Bauern Johannes Adolf Jacobsen aus Norderbrarup in Angeln zurück, dessen Tochter Margarethe 1883 nach langer Krankheit mit nur 23 Jahren starb. In Gedenken an seine Tochter schenkte er 1895 seiner Heimatgemeinde einen Schrank, der alle wichtigen Dinge für die häusliche Krankenpflege enthielt und dessen Inhalt im Bedarfsfall ausgeliehen werden konnte. Jacobsen versah den Schrank mit einem Foto seiner Tochter, weshalb sich schnell der Begriff „Margarethenschrank“ im Volksmund durchsetzte. Da zu dieser Zeit in den meisten Haushalten nur selten entsprechende Artikel vorrätig waren, bestand eine hohe Nachfrage nach den Margarethenschränken, die deshalb nachgebaut wurden. Bis 1934 wurden allein in Dithmarschen in 49 Gemeinden Margarethenschränke aufgestellt. Sie standen häufig in Pastoraten und Schulen und wurden von Pastorenfrauen, Diakonissen, Angehörigen der vaterländischen Frauenvereine oder auch Gemeindeschwestern benutzt und betreut. Durch die Arbeit mit den Schränken wurde das Wissen um Hygiene und Vorsorge verbreitet.
Sie wurden schließlich auch in anderen Regionen, wie z. B. in Württemberg nachgefragt und aufgestellt. 1899 gab es in Württemberg bereits 50 Margarethenschränke, die dort allerdings nach ihrer Königin, die sich sehr dafür einsetzte, „Charlottenpflegen“ genannt wurden. Im Deutschen Reich sollen zeitweilig mehr als 750 solcher Schränke existiert haben. Sogar nach Finnland und Schweden sind einige Margarethenschränke versandt worden.
Im Wappen der Gemeinde Norderbrarup (Kreis Schleswig-Flensburg) findet sich als Wappenteilung das Oberteil eines Margarethenschrankes.
In den Gemeindesozialstationen, die Rollstühle und Krankenbetten verleihen, hat die Idee überlebt.

## Inhalt
Die Schränke enthielten z. B. Wannen zum Baden, Wärmflaschen, Inhalationsapparate, Urinflaschen, Injektionsspritzen, Scheren, Steckbecken (Bettpfannen), Verbandsmaterial, Schnabeltassen, Rückenstützer, Augentropfenzähler, Milchzieher mit Gummiball, Spuckbecken, Eiterbecken, Gummi-Hals-Eisbeutel mit Verschraubung, Glasnasenduschen und Tischklingel. Die Gerätschaften mussten nach Gebrauch gesäubert oder sterilisiert werden.